# Замок Баллінтотіс
Замок Баллінтотіс (англ. Ballintotis Castle) — один із замків Ірландії, розташований в графстві Корк, між селищами Мідлтон та Кастелмартір. Нині замок стоїть на території невеликого парку. Точна дата побудови замку невідома. Судячи по всьому замок побудував аристократичний рід Фітцджеральд на початку XVI століття. Це був замок «зовнішнього захисту» замку Кастлмартір. У 1579 році замок перейшов у власність Джорджа Мура. Замок йому був дарований короною Англії за його участь у війні в Шотландії. Але потім він знову повернувся у власність Фітцджеральдів. У 1655 році про замок писали як про власність Едмонда Фітцджеральда. Замок являє собою квадратну вежу на чотири поверхи. Дверей на другий поверх немає — вхід був тільки через люк.